# دن پاردو
دن پاردو (انگلیسی: Don Pardo؛ ۲۲ فوریهٔ ۱۹۱۸ – ۱۸ اوت ۲۰۱۴) یک هنرپیشه، و مجری اهل ایالات متحده آمریکا بود. وی بین سال‌های ۱۹۳۸ تا ۲۰۱۴ میلادی فعالیت می‌کرد.